# Genovaitė Ramoškienė
Genovaitė Šidagytė, coniugata Ramoškienė (Daičiūnai, 12 maggio 1945), è un'ex canottiera sovietica, dal 1991 lituana.

## Palmarès
Tutte le medaglie elencate sono state conquistate in rappresentanza dell'Unione Sovietica.

### Olimpiadi
- 1 medaglia:
  - 1 bronzo (Montréal 1976 nel due di coppia)

### Mondiali
- 2 medaglie:
  - 1 argento (Lucerna 1974 nel singolo)
  - 1 bronzo (Nottingham 1975 nel singolo)

### Europei
- 4 medaglie:
  - 2 ori (Klagenfurt 1969 nel singolo; Mosca 1973 nel singolo)
  - 2 bronzi (Vichy 1967 nel singolo; Tata 1970 nel singolo)